# Prison de Forest
La prison de Forest (en néerlandais : Gevangenis van Vorst) est une ancienne prison belge située dans la commune bruxelloise de Forest. Elle est devenue une maison pour peine, après avoir été pendant plus d'un siècle une maison d'arrêt. Entrée en service en 1910, elle a connu de nombreuses transformations et a été pendant longtemps emblématique de la surpopulation carcérale dans les prisons belges. Son infrastructure étant en très mauvais état, son remplacement par la prison de Haren est effectué en 2022.
La fermeture de l'établissement a lieu le 18 novembre 2022 avec le transfert des derniers détenus vers la prison de Haren.

## Présentation de la prison de Forest

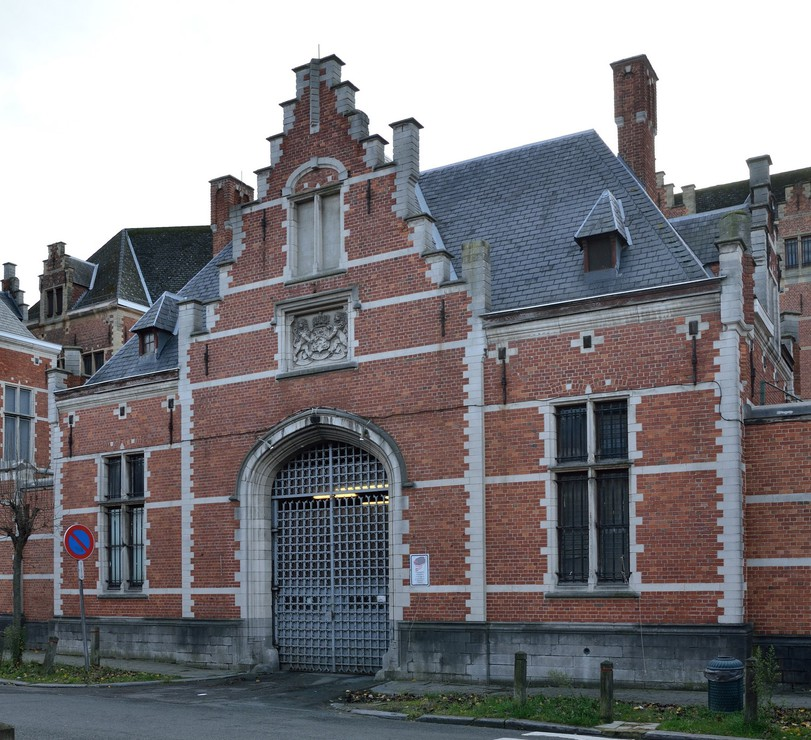
Photo du pavillon d'accueil de la Prison de Forest.

### Histoire
La prison de Forest est un établissement pénitentiaire de style néo-renaissance flamande  inauguré en 1910. Le projet de construction de la prison fut élaboré dès 1873 afin de remplacer la prison des Minimes de Bruxelles. La construction fut menée par L. Bouckaert, alors ingénieur-architecte responsable des constructions pénitentiaires.
La prison de Forest est bâtie sur l’ancien plateau du Hoeiweg dans le cadre du schéma d'urbanisation autour du parc de Forest, dressé en 1876 par l'inspecteur-voyer Victor Besme et enregistré par arrêté royal en 1892. Ce terrain est circonscrit par l’avenue Albert, l’avenue Brugmann, l’avenue de la Jonction et la rue Berkendael. L'urbanisation ayant déjà gagné beaucoup de terrain à la fin du XIXe siècle, l'espace alloué à la nouvelle prison est restreint, ce qui a imposé une construction plus resserrée qu'à Saint-Gilles. La photo aérienne illustre parfaitement cette réalité. On peut observer que les extrémités de chacune des quatre ailes, avec leurs extensions ajoutées au fil du temps, sont tout proches du mur d'enceinte. Et qu'il ne reste pratiquement aucun espace libre entre les bâtiments, hormis les préaux.
La prison de Forest constitue un dédoublement de la prison de Saint-Gilles. En effet, les deux prisons sont voisines, séparées seulement par l'avenue de la Jonction, et sont même reliées par un passage souterrain. Actuellement, les deux établissements pénitentiaires font partie de la « prison bruxelloise ».
Comme la prison de Saint-Gilles, Forest est une prison de type cellulaire dont le modèle fut élaboré par Édouard Ducpétiaux, créateur du système pénitentiaire à partir de l'indépendance, qui s’inscrivit dans le prolongement de la pensée pénale classique. Ce courant fut grandement influencé par Jeremy Bentham, l’inventeur du panoptique. Mais il s'en distingue par l'objectif principal qui n'est plus de voir en permanence tous les détenus, mais plutôt de faire en sorte que ceux-ci soient constamment séparés les uns des autres, dans toutes les activités de la vie quotidienne, en vue d'éviter les effets néfastes de la promiscuité. Comme la prison de Saint-Gilles, la prison de Forest doit son plan de construction en forme d’étoile à la mise en œuvre de l'objectif de séparation. Elle fut l'une des dernières élaborées sur ce plan-type,,.
Tandis que certaines ailes de la prison de Saint-Gilles furent réquisitionnées par les occupants allemands durant les deux guerres mondiales, la prison de Forest conserva le même régime qu’en temps de paix.
Depuis 1989, elle était constituée de deux parties, Forest et Berkendael, distinctes mais supervisées par une même direction.
À la suite de divers projets visant l’amélioration des différents bâtiments constituant la «prison bruxelloise », il fut définitivement décidé en 2016 que celle-ci serait remplacée par la prison de Haren dès 2022,.
La prison ferme le 18 novembre 2022 avec le transfert des derniers détenus vers la prison de Haren qui doit, à terme, remplacer également les prisons de Berkendael et de Saint-Gilles.

### Laprisonde Berkendael
La "prison de Berkendael" est en réalité le quartier des femmes de la prison de Forest, transféré dans un nouveau bâtiment construit de 1987 à 1989. Celui-ci avait été Initialement conçu pour abriter le Centre d'orientation pénitentiaire qui occupait jusqu'en 1987 l'aile B de la prison de Saint-Gilles. C’est également une maison d’arrêt, mais réservée aux femmes. La prison de Berkendael se situe sur une parcelle occupée naguère par une maison de repos. Elle jouxte la prison de Forest, de sorte que les deux sites communiquent.
Lorsque la destination initiale du bâtiment fut changée, une cellule « nurserie » fut spécialement aménagée afin que deux mères puissent y séjourner avec leurs enfants jusqu’à ce qu'ils aient atteint l'âge de trois ans. Au-delà, l'enfant a besoin pour sa socialisation de quitter le milieu carcéral.
Outre les travaux domestiques, les détenues peuvent participer à différentes formations, par exemple en yoga, en esthétique, en informatique, en français et en dessin. Des pièces de théâtre et des concerts y sont organisés de temps en temps.
Les femmes détenues dans la prison sont transférées dans la prison de Haren durant la semaine du 7 novembre 2022 dans le cadre du programme de fermeture des prisons de Forest, de Berkendael et de Saint-Gilles.

## Architecture

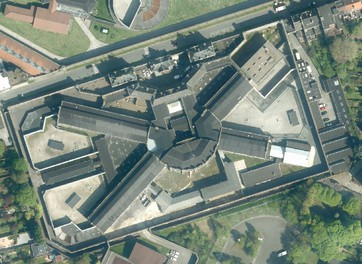
Vue aérienne de la prison de Forest

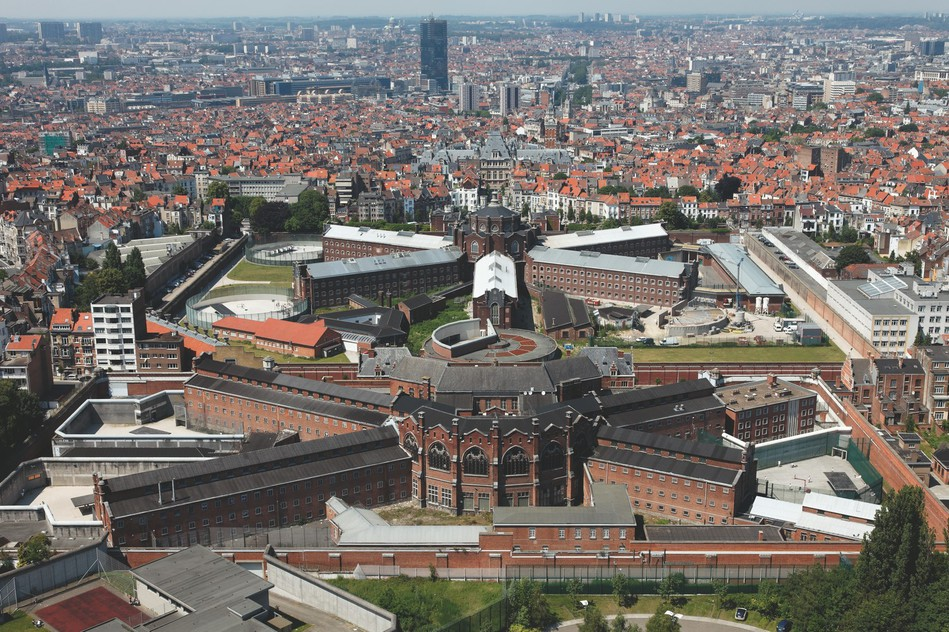
Prisons de Forest et Saint-Gilles

Comme la plupart des établissements pénitentiaires du XXe siècle, elle organise la détention sur base du régime cellulaire. Depuis les années quatre-vingt, ce modèle a été battu en brèche par la surpopulation qui a imposé le modèle du "duo", voire du "trio", ce qui est en contradiction totale avec l'objectif de séparation.
Dans sa structure originelle, le bâtiment cellulaire était composé de quatre ailes de longueur inégale. Les deux plus courtes (A et B) étant dévolues aux femmes; les deux plus longue (C et D) aux hommes. Elles se rejoignent autour d'un double poste de contrôle : le "Centre femmes" (pour les ailes A/B)  et le "Centre hommes"(pour les ailes C/D), reliés entre eux et entourés de locaux annexes au rez-de-chaussée et au premier étage. Les niveaux supérieurs du centre sont occupés par une grande chapelle néogothique qui est accessible depuis chaque aile. Chaque aile se subdivise en trois sections (une section par étage).
La prison dispose également de locaux administratifs (Greffe, comptabilité, bureaux des directeurs et de l'aumônier), situés à l'avant de l'établissement, auxquels on accède depuis la cour d'entrée; d'un quartier commun, d'une cuisine, d'ateliers et de locaux techniques en sous-sol. Celui-ci étant en fait au même niveau que la voirie, l'ensemble des bâtiments est surélevé : on y accède par un grand escalier extérieur à double volée.
La pharmacie centrale des établissements pénitentiaires occupe l'ancien logement de fonction du Directeur principal. L'autre habitation, disposée symétriquement par rapport au sas d'entrée, était destinée aux religieuses desservant le quartier des femmes. Toutes les deux sont situées à front de l'avenue de la Jonction, de même que trois autres maisons relativement plus petites aux numéros 52, 54 et 56, destinées à l'origine au directeur adjoint, à l'aumônier et au chef-surveillant.
Depuis son édification, la prison a connu de nombreux travaux de transformation et d'agrandissement au cours du XXe siècle afin de mieux répondre aux nouvelles exigences de sécurité, d'hygiène et de confort. Les préaux individuels ont été remplacée par des préaux collectifs, les cellules ont été modernisées, un nouveau complexe d'accueil pour les visiteurs a été aménagé, d'abord dans le jardin des sœurs et plus tard dans celui de la pharmacie. Des bâtiments ont été ajoutés : une nouvelle buanderie à l'extrémité de l'aile B en 1975-1976; un nouveau quartier des femmes à l'extrémité de l'aile A (sur l'emplacement de l'ancienne buanderie) en 1982-1983, réaffecté comme annexe psychiatrique pour les hommes après le départ des femmes à Berkendael. Il y eut aussi des rénovations en profondeur comme celle de l'aile D et plus récemment, la transformation de l'aile C.
Pourtant, la prison est aujourd'hui dans un état déplorable, ce qui explique en partie son remplacement futur par le "village pénitentiaire" de Haren.

### Les quatre ailes de détention
À l’origine, les ailes A et B de la prison de Forest disposaient de 130 cellules, entièrement réservées aux femmes. Cependant, à la suite de la création de la section de Berkendael en 1986, où furent envoyées celles-ci, les deux ailes furent affectées au quartier des hommes. Dès 1978, l'aile A avait été reliée au quartier des hommes par une passerelle fermée surplombant le centre des femmes pour y loger les détenus mis au travail hors-cellule. Ce qui avait permis d'accroître la capacité du quartier des hommes pour faire face, déjà, au problème de la surpopulation. Jusqu'à cette époque, comme depuis 1906,le quartier des femmes bénéficiait de la présence des religieuses. Toutefois, leur nombre diminuant, des surveillantes laïques ont pris le relais.
En 2017, ces deux ailes ne comptaient plus que 102 cellules (51 dans l’aile A et 51 dans l’aile B), par suite notamment de la création de complexes de douches sur chaque section. L’emprisonnement y était en majorité individuel, dans des cellules d'une surface de 9 à 10 m2.
Les ailes C et D disposaient à l'origine de 270 cellules destinées aux hommes. L'aile D a été fermée en 2015 pour des problèmes "d’infrastructure, de sécurité et de vétusté [...] qui ont fini par rendre les conditions de détention et de travail inacceptables". Ce qui, encore une fois, est étonnant, sachant que cette aile D avait été entièrement rénovée quelques années auparavant; et pose la question de l'entretien régulier de la prison de Forest par la Régie des Bâtiments. Pour des raisons similaires, l'aile C a été fermée en 2017 pour être réaménagée en une "aile new C" capable d'accueillir 80 détenus.

### L'Annexe psychiatrique
Créée en 1921, l'annexe psychiatrique (située dans l'aile C) accueillait les détenus possiblement atteints de troubles mentaux pour les observer à la demande des médecins anthropologues attachés aux prisons. À partir de la loi de défense sociale de 1930 (révisée en 1964), s'y ajoute la possibilité pour les juges d'instruction, au moment de délivrer un mandat d'arrêt, de joindre une ordonnance de mise en observation qui s'exécute à l'annexe. Durant cette mise en observation, les prévenus sont examinés par les experts (psychiatre et psychologue) désignés par le magistrat instructeur. Sur base de leurs rapports, le prévenu sera reconnu responsable, ou non, de ses actes. La décision est prise par les juridictions d'instruction ou de jugement. Lorsque la personne a été définitivement reconnue irresponsable de ses actes, elle passe sous le régime de l'internement qui n'est pas une peine, mais une mesure de sûreté destinée à protéger la société tout en lui assurant les soins que requiert son état. Cette mesure devra être exécutée dans un EDS (établissement de défense sociale), relevant aussi de l'administration pénitentiaire.
Cependant, un problème récurrent est celui de l'impossibilité de transférer immédiatement les internés dans un EDS par manque de place dans ces établissements. Il en résulte que les internés restent de nombreux mois bloqués dans les annexes psychiatriques, particulièrement celle de Forest, où ils ne bénéficient pas d'un régime adapté.
Après le départ des détenues à Berkendael en 1989, l'annexe psychiatrique a été déménagée dans le quartier des femmes récemment construit qui était constitué de quatre étages, comprenant 47 cellules, un espace de promenade et des locaux administratifs. Il n’existait aucune cellule spécialisée en cas de crises aigües.
En 2017, l'annexe psychiatrique a été transférée à la prison de Saint-Gilles. Selon un article de presse, cette décision aurait été prise pour cause d'insalubrité, de vétusté et de manque de sécurité. Il est toutefois étonnant que l'insalubrité et la vétusté soient invoquées à propos d'un bâtiment n'ayant que trente-cinq ans d'existence.

## Conditions de vie

### Activités au sein de la prison

#### Régime général
La prison propose des cours de langues, de yoga, de sport et de remise à niveau en français et en mathématique. Divers organismes de réinsertion sont également présents, en particulier l'ADEPPI. Malgré cela, la prison de Forest ayant été longtemps une maison d’arrêt, aucune activité qualifiante n’est proposée et il y a peu de possibilité de formation sur la durée. Pour ce qui est du travail rémunéré, seuls 25 % des détenus en avaient un en 2017,.
Au temps de la maison d'arrêt, les visites se donnaient dans quarante parloirs individuels ainsi que dans une salle permettant au maximum douze visites à table simultanément. Il n’était pas rare de voir de grandes files s'étirant jusque sur le trottoir, car ces visites s’effectuent selon le principe de "premier arrivé, premier servi". Le délai d’attente moyen pour le parloir ouvert était de six semaines.
Les ailes (A et B) fonctionnent sur base d’un régime semi-ouvert. Cela signifie que leurs cellules sont uniquement fermées de 11h à 12h, de 13h à 14h et de 21h à 7h. L’ensemble des détenus de ces ailes travaillent hors de leur cellule. S’ils perdent leur travail, ils se retrouvent à l’aile new C. Cette aile réaménagée comprend 4 sections qui coïncident avec ses quatre niveaux. Les sections 1 et 2 se situent au sous-sol et au rez-de-chaussée et elles sont à régime fermé, ce qui signifie que les détenus passent la journée entière en cellule (à l'exception de leur promenade au préau). Au 1er et 2e étages se trouvent les sections 3 et 4 qui, elles, sont à régime partiellement ouvert, ce qui veut dire que les détenus sont hors de leurs cellules durant la soirée et les repas. La plupart des détenus dans l’aile new C sont des condamnés en provenance de Saint-Gilles, en attente de transfert vers l'établissement où ils effectueront leur peine, mais sans en connaitre la date. Celle-ci dépend des places disponibles.

#### Régime particulier
Lorsque les ailes C et D étaient encore utilisées, les détenus n'avaient droit qu’à une seule promenade d’une heure par jour. Les journées se passaient donc en cellule, sans activité ni travail disponible. Les appels téléphoniques se faisaient tous les deux jours et duraient 5 minutes avec un coût de communication plus élevé qu’en dehors de la prison.
En ce qui concerne l’annexe psychiatrique, elle possédait un poste de travail pour quelques personnes et des activités étaient proposées par le personnel de soin et par les services extérieurs comme des jeux de société, du sport et de l’informatique.

#### Les ateliers
Bien que la prison de Forest ait été jusqu'il y a peu une maison d'arrêt, on relève l'existence d'ateliers relevant de la Régie du travail pénitentiaire.
- Un atelier "tailleurs" où étaient fabriquées les tenues pénales pour les détenus;
- Un atelier "de Régie" où étaient réalisés des travaux de conditionnement payés à la pièce pour le compte d'entrepreneurs privés. Curieusement, les détenus occupés dans cet atelier étaient appelés "coupeurs".
- Une buanderie industrielle chargée de la lessive pour les prisons bruxelloises.

### Détérioration des conditions de vie liées à l'infrastructure
A plusieurs reprises, la prison a reçu la visite d'une délégation du C.P.T. Celui-ci dresse ensuite un rapport au gouvernement belge, en pratique au ministre de la Justice, qui rédige ensuite une réponse.
En 2012, la situation avait été jugée si alarmante qu'une nouvelle visite eut lieu en 2013. Les rapports, font état d'un manque d’eau chaude, de sécurité incendie, d'un mauvais fonctionnement de la buanderie (ce qui induit que les détenus n’ont parfois pas leur linge lavé pendant près de deux mois) et enfin de la présence de rats. Les rapports du C.P.T. relevaient  également que les tenues pénales sont usées et que la prison ne respectait pas la loi de principes qui autorise les prévenus à porter leurs vêtements personnels. Pour ce qui est des soins, il y a peu de médecins généralistes en proportion du nombre de détenus. Ces derniers n’ont pas un examen médical complet dès leur admission et ils doivent patienter longuement pour obtenir une consultation.
Dans certaines cellules de l'annexe psychiatrique, il y avait des menottes et des entraves en métal en vue de maîtriser des détenus victimes d'éventuels troubles psychiatriques trop importants. Le C.P.T. avait considéré ces dispositifs inappropriés.
Il existe une autre instance de contrôle à caractère permanent : la Commission administrative de Forest-Berkendael qui rédige des rapports annuels, outre ses interventions ponctuelles auprès de la direction de l'établissement. Dans son rapport pour l'année 2019, elle signalait :
Les cellules des ailes A et B sont dépourvues de toilettes en cellule. Celles-ci sont équipées des seaux hygiéniques à vider dans des dépotoirs situés en bout d'aile, ce qui nécessite des "vidangeurs". De plus, les douches et les matelas sont en mauvais état et le papier toilette est en insuffisance.
Au niveau des douches de l’aile B et de l’aile new C, le rapport cite « une extrême humidité aux trois étages, intégralité des extracteurs hors-service, salpêtre et champignons, murs effrités, manque d’étanchéité de la plomberie, maçonnerie gravement altérée, infiltrations, craintes pour la solidité des structures (chutes de plafond) et pour la sécurité de l’installation électrique, nombreuses douches hors service, plusieurs plafonniers d’éclairage en panne ». Cela entraîna la création d’un organisme de contrôle en 2019 composé de la régie des bâtiments et du service technique de la prison dans l’objectif d’une grande rénovation. Malgré cela, rien n’a changé car les travaux se sont essentiellement concentrés sur la ventilation. Or, celle-ci ne fonctionne toujours pas. La situation a même empiré avec la propagation de l’humidité aux cellules.

## Surpopulation carcérale

### Position du problème
La surpopulation carcérale s'est manifestée dès les années quatre-vingt dans les prisons belges, en particulier dans les maisons d'arrêt. Actuellement, la surpopulation au niveau national est remontée à 15% (soit environ 10 900 détenus pour 9 600 places). «La situation varie d'une prison à l'autre : à la maison d'arrêt d'Anvers, par exemple, il y avait 686 hommes pour 365 places le 7 février 2022. La maison d'arrêt de Saint-Gilles qui a une capacité normale de 509 détenus déjà portée à 840 places, comptait à la même date, 886 détenus.»
Pour décrire le phénomène, il faut distinguer les données de stock et celles de flux, bien que le recours à ces termes puissent paraître incongrus, s'agissant d'êtres humains. Le stock désigne le nombre total de détenus séjournant dans les prisons à un moment X. Idéalement, ce nombre ne peut pas dépasser la capacité totale du système, ou celle d'un établissement déterminé. Le flux désigne les mouvements à la hausse ou à la baisse, déterminés par les incarcérations et les libérations (ou les transferts d'une prison à l'autre pour différentes raisons).
Au fil du temps, le Service public fédéral Justice à eu recours à des mesures tantôt
- conjoncturelles par des arrêtés royaux de grâce collective, ou durant la pandémie du Covid 19, par des mises en congé pénitentiaire d'office;
- structurelles par la construction de nouveaux établissements.

Mais ceux-ci, très rapidement remplis, ne font que reporter le problème. En réalité, le problème n'est pas tant celui des places disponibles que celui de la politique pénale décidée par le législateur et mise en œuvre par le Ministère public.

### Le cas particulier de la prison de Forest.
Déjà en 2012, le C.P.T., avait déclaré que “les conditions de détention [de la prison de Forest] peuvent être considérées comme s’apparentant à un traitement inhumain et dégradant pour les détenus qui y sont soumis". Ces mêmes motifs ont également entrainé la condamnation de l’état Belge le 9 janvier 2019 pour "la persistance d’une grave surpopulation carcérale dans les établissements pénitentiaires bruxellois pendant plus de dix ans, associée à des conditions de détention indécentes".
En 2012, la capacité d’accueil de la prison était de 405 places. Pourtant, lors de la visite de la délégation du C.P.T., elle comptait 706 détenus, pour un ratio de 450 prévenus, 130 condamnés et plus ou moins 100 internés.
Début 2013, cette surpopulation est réduite avec 605 détenus occupant les cellules de la prison. Cette diminution s’explique par des arrêtés pris à cette à cette époque par le bourgmestre de Forest dont l’objectif est de fixer un seuil maximal d’occupation en raison de l’hygiène, l’ordre et la sécurité publique. En novembre de la même année, le nombre de détenus était déjà remonté à 660.
En 2015, l’aile D fut fermée pour insalubrité, ce qui entraîna le déplacement de 200 détenus, répartis entre la prison de Saint-Gilles et une maison de peine. Le nombre de détenus a chuté à 495 pour 360 places. Malgré cette réduction, la prison de Forest restait la plus surpeuplée de Belgique avec 37,4 % de surpopulation ce qui était bien supérieur à la moyenne de 10 % pour le pays.
Pour comprendre les raisons de cette surpopulation endémique, il faut rappeler que les moyens de régulation du flux dont dispose l'administration pénitentiaire ne peuvent pas s'appliquer dans les maisons d'arrêt. En effet, le principe de la séparation des pouvoirs, fixé dans la Constitution, ne laisse au pouvoir exécutif (l'administration pénitentiaire) aucune possibilité de refuser l'écrou ou de déplacer dans une autre prison les prévenus. Le Code d'instruction criminelle prévoit que ceux-ci relèvent directement du pouvoir judiciaire, en l'occurrence le juge d'instruction qui les a placés sous mandat d'arrêt et les juridictions d'instruction (Chambre du conseil et Chambre des mises en accusation)[réf. souhaitée].
En 2017, la surpopulation est passée à -4 % avec 173 détenus pour 180 places, ce qui s’explique par la rénovation, une année auparavant, de l’aile C et des 4 niveaux de l'annexe psychiatrique. Ces changements ont entraîné le transfert de 100 internés vers la prison de Saint-Gilles,. Les personnes qui y sont actuellement détenues sont des hommes dont la condamnation est définitive.

### Conséquences de la surpopulation
Dans un premier temps, en ce qui concerne le personnel de surveillance, la délégation du C.P.T. constata un certain nombre de mauvais traitements en 2012 et en 2016 et rapporta des témoignages crédibles d'insultes (racistes), d’humiliations et de mauvais traitements physiques comme des coups. À titre d’exemple : "certains gardiens s'amusaient à pousser à bout les détenus, histoire qu'ils débordent, pour pouvoir ensuite les envoyer au cachot, où ils étaient alors tabassés". La promenade quotidienne pour les cellules disciplinaires n’était soit pas proposée, soit elle l’était mais à 7 heures du matin. Pour ce qui est des emplois, ils étaient attribués et retirés de manière arbitraire.
Ces mauvais traitements s’expliquent en partie par un nombre insuffisant d'agents pénitentiaires présents pour assurer le service. En effet, ceux-ci sont en sous-effectif, ce qui entraîne de mauvaises réactions, un stress constant et des situations difficilement gérables. Toutefois, il faut ajouter que ce sous-effectif est la conséquence directe de l'absentéisme.
Quand les détenus estiment avoir été victimes de comportements du personnel, ils ont la possibilité de s’en plaindre par lettres sous pli fermé. Celles-ci peuvent être adressées à la direction, voire nominativement à un directeur. Une autre possibilité est d'adresser le courrier à la Commission de surveillance en le déposant dans des boîtes aux lettres spécifiques dont seuls les membres de la Commission ont la clé.

## Impact de la crise sanitaire engendrée par la pandémie de Covid-19
Durant la période de crise sanitaire engendrée en 2020 par la pandémie de Covid-19, la prison de Forest n'a pas été épargnée. Dès le départ, le respect des distances de sécurité a posé divers problèmes organisationnels. Par la suite, au cours des nombreux mois de confinement, plusieurs détenus et gardiens ont été testés positifs au virus, ce qui a bouleversé le fonctionnement de la prison. Certains détenus ont été se plaindre et ont fait grève pour exiger de meilleures conditions de traitement.
La section de Berkendael a été encore plus touchée par l’épidémie. Aux alentours du 15 octobre 2020, 30 agents pénitentiaires ont été placés en quarantaine. Cette diminution drastique des effectifs paralysa le fonctionnement de la prison. La seule solution a été de placer toutes les détenues en quarantaine en les enfermant dans leur propre cellule 24 heures sur 24, sans possibilité d’en sortir.

## La prison de Haren
Élaborée progressivement par les Masterplans de 2008, 2012 et 2016, qui constituent l’agenda politique pour la rénovation, l’extension et la construction des prisons belges, la prison de Haren remplacera les trois établissements de la prison bruxelloise que sont les prisons de Saint-Gilles, de Forest et de Berkendael. Elle disposera de 1190 cellules et prendra la forme d’un village pénitentiaire dans le but d’optimiser la qualité de vie des détenus et du personnel. Elle sera située au nord de la région bruxelloise. Les travaux ont débuté en 2018 et devraient être achevés pour 2022, année fixée pour l’entrée en service de la prison,,. Toutefois, dès ses premières ébauches, le projet a suscité une vive opposition et a soulevé de nombreuses critiques,,,
Mais le ministre de la Justice parle de maintenir temporairement ouverte une partie de Saint-Gilles (200 places) jusque fin 2024. C'est déjà insuffisant pour absorber les 1412 détenus "en trop" au 7 février 2022. Qu'en sera-t-il, à compter du 1er juin 2022, lorsque les condamnés à des peines de moins de trois ans devront être incarcérés (plutôt que placés sous surveillance électronique dans la plupart des cas)?